# Daniel Goens
Daniel Goens (né le 15 septembre 1948 à Neder-Over-Heembeek) est un coureur cycliste belge. Spécialiste du tandem, il a été médaillé de bronze dans cette discipline aux Jeux olympiques de 1968 avec Robert Van Lancker. Avec ce dernier en championnat du monde, il s'est classé deuxième en 1968 et troisième en 1967.

## Palmarès

### Jeux olympiques
- Mexico 1968
  -  Médaillé de bronze du tandem avec Robert Van Lancker

### Championnats du monde
- 1967
  -  Médaillé de bronze du tandem avec Robert Van Lancker
- 1968
  -  Médaillé d'argent du tandem avec Robert Van Lancker

### Championnats nationaux
- Champion de Belgique du kilomètre en 1967
- Champion de Belgique du tandem en 1967, 1968 avec Robert Van Lancker
- Champion de Belgique de l'américaine amateurs en 1968 avec Rudy Serruys et en 1970 avec Jean Lindekens
- Champion de Belgique de l'omnium amateurs en 1969